# Hilfsgemeinschaft der Blinden und Sehschwachen Österreichs
Die Hilfsgemeinschaft der Blinden und Sehschwachen Österreichs wurde 1935 von Jakob Wald gegründet und ist ein gemeinnütziger, konfessionell und parteipolitisch unabhängiger Verein. Ziel ist es, die Lebensbedingungen blinder und stark sehbehinderter Menschen zu verbessern.
Als älteste und mit 4.300 Mitgliedern auch größte Sehbehinderten-Selbsthilfeorganisation vertritt sie die Interessen von rund 318.000 stark sehbeeinträchtigten Menschen in Österreich. Die Hilfsgemeinschaft finanziert ihre Tätigkeit fast ausschließlich aus privaten Spenden und ist seit 2001 Trägerin des Österreichischen Spendengütesiegels. So können die Unterstützer sicher sein, dass ihre Spenden genauso verwendet werden, wie sie das wünschen.
Die Mitgliedschaft ist für sehbehinderte und blinde Menschen kostenlos und erlaubt den Zugang zu vielen – meist ebenfalls kostenlosen – Serviceleistungen.

## Serviceleistungen für sehbehinderte und blinde Mitglieder
- Beratung in sozialrechtlichen Fragen (Behindertenpass, Pflegegeld, Gebührenbefreiung etc.)
- Gratis Blindenschriftkurse
- Kostengünstiger Verleih von Lesegeräten
- Hilfsmittelberatung
- Low Vision-Beratung
- Kunst- und psychotherapeutisches Angebot
- Mobile Beratung in Niederösterreich und Burgenland
- Kindergruppe „Sehsternchen“
- 1. Österreichischer Blindenführhunde-Stammtisch
- Breites Freizeitangebot (Vorträge, Sprachkurse, Spiel-, Sing-, Tanz- und Theatergruppe, Kreatives Gestalten, Gedächtnistraining, Tastführungen in Ausstellungen, Ausflüge mit sehenden Begleitern uvm.)
- Hilfsmittel-Shop
- Urlaub und Dauerwohnen im barrierefreien Seniorenwohnhaus Waldpension in Niederösterreich

## Barrierefreiheit
Ein weiteres Ziel ist es, bestehende Barrieren abzubauen. Aktuelle Themen sind barrierefreie Kommunikation, barrierefreie Architektur, barrierefreier Tourismus und barrierefreie Kunstvermittlung. Im Rahmen von Projekten zum Thema Barrierefreiheit kooperiert die Hilfsgemeinschaft mit anderen Behindertenorganisationen, aber auch mit Unternehmen, Fachhochschulen und Universitäten. Der Verein ist außerdem Mitglied in zahlreichen Arbeitsgruppen und Gremien, um die Interessen ihrer Mitglieder zu vertreten: Österreichischer Behindertenrat, Österreichisches Normungsinstitut (Fachgruppe für Blindenhilfsmittel), Plattform football4all und theater4all, EDF – European Disability Forum.

## Augenvorsorge
Die Hilfsgemeinschaft engagiert sich seit vielen Jahren im Bereich Augenvorsorge. Um möglichst viele Menschen für die Notwendigkeit regelmäßiger Vorsorgeuntersuchungen beim Augenarzt zu sensibilisieren, wurde u. a. die kostenlose App „Augenvorsorge: Schau auf dich!“ entwickelt. Darüber hinaus wurde die barrierefreie Webplattform www.augengesundheit.at ins Leben gerufen. Sie liefert gebündelte und leicht zugängliche Informationen zu den Themen Augengesundheit und Vorsorge sowie Fachbeiträge zu neuesten medizinischen Entwicklungen.

## Information und Aufklärung

### "Aber Sie sehen!"
Mit dieser Kampagne möchte der Verein weg von der herkömmlichen Bildsprache. Jeder Mensch bildet seine Bilder im Kopf. Abhängig von seinen Erfahrungen, seiner Phantasie und natürlich auch von seiner Sehkraft. Menschen mit eingeschränktem Sehkraft nehmen die Wirklichkeit anders war als sehende Menschen. Aber auch blinde Menschen haben Bilder und Vorstellungen von der Welt im Kopf. Wir lösen diese Vorgaben auf, indem wir gar keine Bilder einsetzen. Ein einfacher Satz schafft eine Vorstellung im Kopf des Betrachters. Wesentlich ist auch der positive Zugang. Mit dieser Kampagne wird die Linie weiterhin verfolgt.

### „Wir sehen anders“
Mit der Informations- und Aufklärungskampagne „Wir sehen anders“ tritt der Verein dem Klischee der mitleiderregenden blinden Almosenempfänger entgegen. Teil dieser
Kampagne ist eine kostenlose Broschüre mit witzigen Tipps für das entspannte Miteinander von sehenden und blinden Menschen. Darin lernen große und kleine Sehende, ihre Scheu abzulegen und – falls nötig – die richtige Unterstützung anzubieten.
Einen Schwerpunkt der zehn Tipps bildet das Thema „Kommunikation“: Was ist nötig, um einem blinden Menschen brauchbare Infos zu liefern? Wie macht man auf sich aufmerksam? Wie zeigt man eine Tür oder eine Sitzgelegenheit an? Dargestellt sind zehn alltägliche Situationen, die von dem deutschen Karikaturisten Phil Hubbe auf humorvolle Weise illustriert wurden. Die Texte räumen mit gängigen Vorurteilen auf und sind als Einstieg für jene gedacht, die sich immer schon gefragt haben: „Was tun, wenn jemand blind ist?“
Die Hilfsgemeinschaft hat bereits in der Vergangenheit internationale Anerkennung für ihren ungewöhnlichen TV-Spot „Blinde Piloten“ erhalten, der ebenfalls im Rahmen der Kampagne „Wir sehen anders“ entstanden ist. Mit der Broschüre wird die bisher verfolgte Linie, Humor gegen Diskriminierung einzusetzen, konsequent fortgesetzt.
Der neueste Spot zeigt auf witzige Weise die Herausforderungen, denen sich ein blinder Mensch im Alltag stellen muss. Das blinde Huhn Humphrey muss zahlreiche Hindernisse überwinden, um sicher ans Ziel zu kommen.

### Sichtweisen
Das Monatsmagazin sichtweisen ist sehbehindertengerecht gestaltet und informiert als Printausgabe oder Hörversion über neue Therapieansätze in der Augenheilkunde sowie über innovative Projekte und Technologien, die zur Inklusion visuell beeinträchtigter Menschen beitragen.

## Spenden und Helfen

### Spendenlotterie
Der Verein hat im Jahr 2008 ihre erste Spendenlotterie durchgeführt, die auf Grund des Erfolgs nun zu einer jährlichen Aktion geworden ist.

## Projekte

### Theater4all
Das Projekt theater4all ermöglicht visuell beeinträchtigten Menschen barrierefreien Kunstgenuss. In Wien können blinde und sehbehinderte Theaterbesucher einen ganz besonderen Service in Anspruch nehmen: Eine professionelle Live-Audiodeskription macht für sie nicht-hörbares Geschehen auf der Bühne „sichtbar“: Kostüme, Bühnenbild, Mimik und Gestik, Stellungsspiel, Szenenwechsel – alles wird von erfahrenen Kommentatoren beschrieben. Sie benötigen lediglich ein tragbares Radio oder Handy mit Radioempfang und Kopfhörer, um die Bildbeschreibungen auf 99,2 MHz verfolgen zu können. Derzeit werden Vorstellungen mit Audiodeskription an folgenden Bühnen angeboten: Burgtheater, Volkstheater, Theater in der Josefstadt, Schauspielhaus.

### Football4all
Der Verein befasst sich seit Jahren intensiv mit dem Thema Barrierefreier Tourismus und setzt in zahlreichen konkreten Projekten ihr Know-how zu diesem Thema um. Der Schwerpunkt liegt bei der Zielgruppe der blinden und sehbehinderten Gäste. Viele Projekte setzt die Hilfsgemeinschaft in Zusammenarbeit mit verschiedenen Partnerorganisationen um.
Anlässlich der UEFA EURO 2008 gründete der Verein mit anderen Organisationen (ÖAR, ÖBSV/Dachverband, Chancen Nutzen-Büro ÖGB etc.) eine Plattform und Interessenvertretung von und für Fans mit Behinderungen. Die Plattform football4all existiert seit Herbst 2007. Das Ziel war eine weitestgehend barrierefreie UEFA EURO 2008. Die Herausforderung: Erstmals sollte in Österreich ein so großes Event – die EURO ist die drittgrößte Sportveranstaltung der Welt – barrierefrei gestaltet werden. In sehr guter und enger Kooperation mit der Turnierleitung der UEFA EURO 2008 wurde dieses Ziel sowohl in Österreich als auch in der Schweiz verwirklicht. Über 1.000 Fans konnten die EURO direkt in den Stadien erleben, tausende konnten die Spiele in den barrierefrei zugänglichen Public Viewings Zones mitverfolgen. Mit der Service-Website stand der Plattform ein Tool zur Verfügung, das es Fans mit Behinderungen ermöglichte, sich umfassend und vor allen Dingen barrierefrei zu informieren und sich selbst einzubringen. Die Website wurde im Oktober 2008 mit einem Sonderpreis des „ebiz egovernment award 2008“ ausgezeichnet.
Das Projekt football4all – für ein barrierefreies Fußballerlebnis – wird auch nach der UEFA EURO 2008 weitergeführt. In Zusammenarbeit mit dem ÖFB wurde ein Moderationssystem entwickelt, das blinden und sehbehinderten Fußballfreunden ermöglicht, dem Spielverlauf zu folgen. Moderatoren der Antenne Steiermark kommentieren.